# Guérison d'un aveugle-né

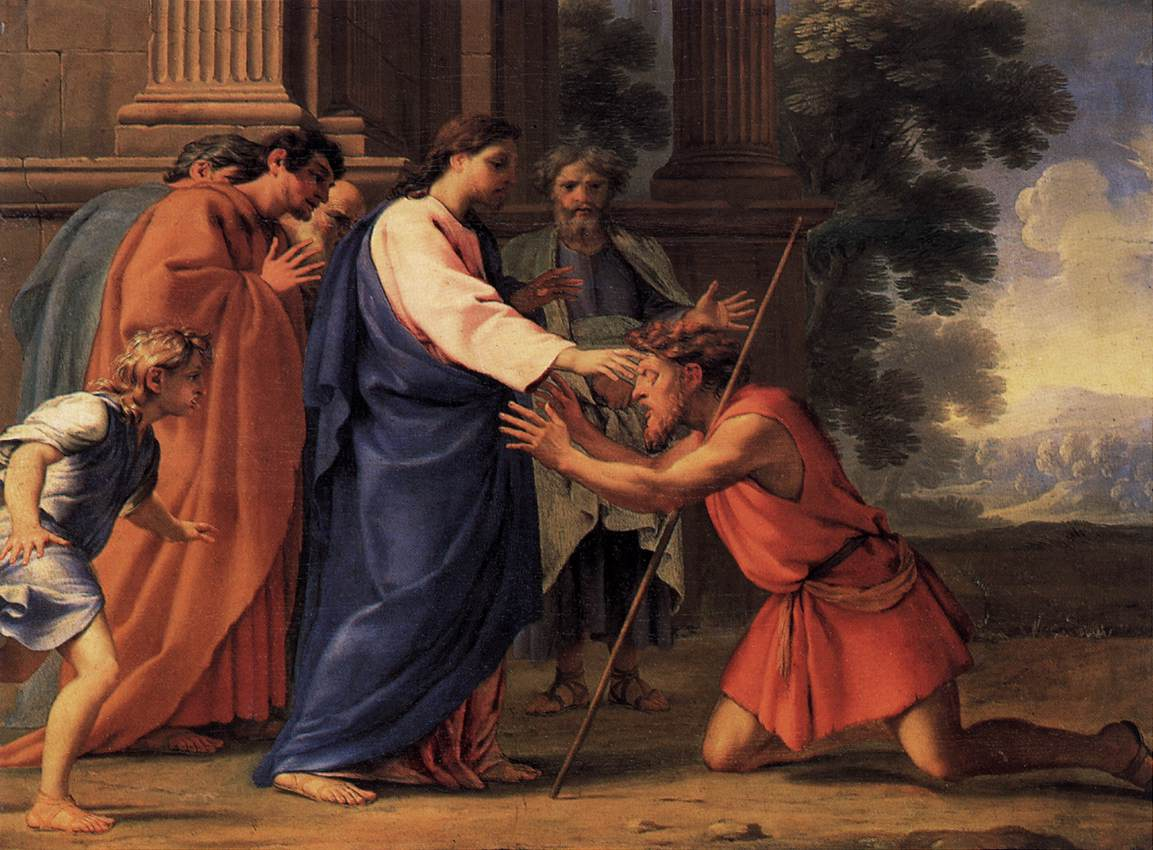
Jésus-Christ guérissant l'aveugle d'Eustache Le Sueur (v. 1645).

La Guérison d'un aveugle-né est un miracle de Jésus-Christ. Il est décrit dans l'Évangile selon Jean. Il est le symbole que Jésus est venu, par sa parole, ses enseignements et ses actes, apporter la lumière sur terre.

## Texte
Évangile de Jésus-Christ selon saint Jean, chapitre 9, versets 1 à 12 :
« Jésus vit, en passant, un homme aveugle de naissance. Ses disciples lui firent cette question : Rabbi, qui a péché, cet homme ou ses parents, pour qu'il soit né aveugle? Jésus répondit : Ce n'est pas que lui ou ses parents aient péché; mais c'est afin que les œuvres de Dieu soient manifestées en lui. Il faut que je fasse, tandis qu'il est jour, les œuvres de celui qui m'a envoyé; la nuit vient, où personne ne peut travailler. Pendant que je suis dans le monde, je suis la lumière du monde. Après avoir dit cela, il cracha à terre, et fit de la boue avec sa salive. Puis il appliqua cette boue sur les yeux de l'aveugle, et lui dit : Va, et lave-toi au réservoir de Siloé (nom qui signifie envoyé). Il y alla, se lava, et s'en retourna voyant clair. Ses voisins et ceux qui auparavant l'avaient connu comme un mendiant disaient: N'est-ce pas là celui qui se tenait assis et qui mendiait? Les uns disaient: C'est lui. D'autres disaient: Non, mais il lui ressemble. Et lui-même disait: C'est moi. Ils lui dirent donc: Comment tes yeux ont-ils été ouverts? Il répondit: L'Homme qu'on appelle Jésus a fait de la boue, a oint mes yeux, et m'a dit: Va au réservoir de Siloé, et lave-toi. J'y suis allé, je me suis lavé, et j'ai recouvré la vue. Ils lui dirent : Où est cet homme? Il répondit : Je ne sais. »
Traduction d'après la Bible Louis Segond.

## Interprétation
Pour saint Ambroise, Jésus est la lumière du monde. Il amène cette lumière au sein de la boue avec laquelle il guérit l'aveugle, cette même boue dont se sert son Père afin de créer l'Homme dans le livre de la Genèse. Le Christ envoie l'aveugle se laver car c'est le signe du baptême, cérémonie par laquelle Dieu donne sa lumière à l'humain qui l'a demandée. Comme Jésus a dit "Lève-toi et marche" au paralytique, comme il a ressuscité Lazare, il donne la vue aux aveugles.
Selon le docteur de l'Église Jean Chrysostome, ce miracle reflète bel et bien que Jésus est le Fils de Dieu, mais aussi son égal. L'archevêque dit aussi qu'il faut suivre les voies de Dieu pour construire sa vie, en fait les vertus cardinales et théologales .
Benoît XVI dans l'Angélus du 3 avril 2011 parle du Christ qui est la lumière du monde. Il rappelle que lors du baptême un cierge pascal est donné au baptisé, et conclut: « Ravivons en nous le don reçu au baptême, cette flamme qui risque parfois d'être étouffée. Nourrissons-la de la prière et de la charité pour le prochain ».